# Massimo Chessa
Massimo Chessa (Sassari, 30 aprile 1988) è un ex cestista italiano.

## Carriera

### Club
Massimo Chessa inizia la sua carriera cestistica nel Basket 90, squadra della sua città natale, ma già all'età di 17 anni firma un contratto con la Dinamo Sassari, prima squadra della stessa città, che militava all'epoca in Legadue.
Nella stagione 2008-09 riesce a raggiungere 6,5 punti media in partita riuscendo a farsi notare dalle alte sfere della Pall. Biella. Così nel 2009 arriva il contratto triennale con la squadra piemontese che lo porterà a giocare nella massima serie del basket italiano.
Il 30 luglio 2012 si trasferisce alla Scaligera Verona dove si ferma solo un anno prima di tornare in Piemonte alla PMS Torino.
Il 15 gennaio 2014 viene annunciato suo il ritorno alla Dinamo Sassari, vincendo lo storico scudetto con la squadra sarda. Al termine della stagione 2014-15, in cui si è aggiudicato Supercoppa, Coppa Italia e scudetto, si trasferisce a Trapani Shark in Serie A2.
Per la stagione 2016-2017 si trasferisce alla Virtus Roma.
Il 1º ottobre 2019 si trasferisce al Napoli Basket, dove, nella Regular Season di Serie A2 2019-2020, totalizza 24 presenze e 175 punti.
Il 9 gennaio 2021 si aggrega nuovamente al roster della Dinamo Sassari e il 14 gennaio viene ufficializzato il suo ingaggio per sostituire l’infortunato Giacomo Devecchi.

### Nazionale
Dopo essere stato convocato nella nazionale sperimentale nel giugno 2012, è approdato alla nazionale maggiore in vista della partecipazione ai Campionati Europei 2012.

## Palmarès
- Campionato italiano: 1

Dinamo Sassari: 2014-15
- Coppa Italia: 2

Dinamo Sassari: 2014, 2015
- Supercoppa italiana: 1

Dinamo Sassari: 2014